# Pelagueïa Poloubarinova-Kotchina
Pelagueïa Iakovlevna Poloubarinova-Kotchina (en russe : Пелагея Яковлевна Полубаринова-Кочина), née le 13 mai 1899 à Astrakhan et morte le 3 juillet 1999 à Moscou, est une mathématicienne et historienne des mathématiques russe, connue pour son travail sur la mécanique et la dynamique des fluides, en particulier, l'application des équations fuchsiennes. Elle est membre de l'Académie des sciences de Russie, d'abord avec le statut de membre correspondant en 1946, puis comme membre à part entière en 1958.  

## Biographie
Pelagueïa Poloubarinova naît dans l'Empire russe près d'Astrakhan, fille de Iakov Poloubarinov, comptable, et d'Anissia, femme au foyer, au sein d'une fratrie de quatre enfants. Sa famille s'installe à Saint-Pétersbourg en 1911, et elle fait ses études secondaires dans un lycée de filles de la ville. Elle poursuit ses études à l'université de cette même ville. Elle travaille au laboratoire de géophysique sous la supervision d'Alexandre Friedmann. Elle y fait la connaissance de son futur mari, Nikolaï Kotchine. Ils se marient en 1925 et ont deux filles. Ils enseignent tous les deux à l'université de Petrograd jusqu'en 1934, puis ils s'installent à Moscou, où Nikolaï Kotchine a obtenu un poste d'enseignant à l'université. Pelagueïa Poloubarinova-Kotchina fait des recherches à l'Institut Steklov jusqu'à la Seconde Guerre mondiale. Elle est ensuite évacuée avec ses filles à Kazan tandis que son mari reste à Moscou pour participer à l'effort de guerre militaire. Il meurt avant la fin de la guerre. 
Après la guerre, Pelagueïa Poloubarinova-Kotchina édite les conférences de son mari et continue à enseigner les mathématiques appliquées. Elle devient chef du département de mécanique théorique à l'université de Novossibirsk et directrice du département d'hydrodynamique appliquée à l'Institut d'hydrodynamique. Elle est membre de l'Académie des sciences de Russie, d'abord comme membre correspondant en 1946, puis comme membre à part entière en 1958. Elle a été l'une des fondateurs de la division sibérienne de l'Académie des sciences de Russie à Novossibirsk. Elle meurt en 1999, quelques mois après son 100e anniversaire, et peu de temps après la publication de son dernier article scientifique.

## Distinctions
- 1946 : prix Staline
- 1969 : Héroïne du travail socialiste
- 1979 : Ordre de l'Amitié des peuples

## Publications

### Mécanique des fluides
- Theory of motion of ground water, Moscou, Gosudarstv. Izdat. Tehn.-Teor. Lit., 1952 (MR 0056408)

### Histoire des mathématiques
- Love and mathematics : Sofya Kovalevskaya, Moscou, Mir, 1985 (MR 1078840)